# Leuchtturm Dunnet Head
Der Leuchtturm Dunnet Head ist ein aktiver Leuchtturm aus dem 19. Jahrhundert, der auf der 91 m hohen Klippe Easter Head auf der namensgebenden Halbinsel Dunnet Head steht. Er ist 20 m hoch und hat aus 105 m eine Leuchtweite von bis zu 54 km.
Dieser Leuchtturm markiert den nördlichsten Punkt des britischen Festlandes und den westlichen Eingang zum Pentland Firth, der Meerenge zwischen den 11 km entfernten Orkney-Inseln und dem Highland. In der Nähe des Leuchtturms steht eine Radarstation aus dem Zweiten Weltkrieg. Er steht etwa 6 km nördlich von Brough und ist auf der Nebenstraße B855 erreichbar.

## Bauwerk
Es ist ein 20 m hoher, runder Turm aus Mauerwerk mit einer ockerfarbenen Galerie und schwarzen Laterne. Daneben stehen ein einstöckiges Wärterhaus und Servicegebäude, darunter ein inaktiver quadratischer Signalturm, der noch ein Nebelhorn trägt, das jedoch außer Betrieb ist und durch ein Racon ersetzt wurde. Die erste Signalstation – ein Nautophon – wurde 1899 unweit der Klippe erstellt. In der Nähe des Leuchtturms wurde 1952 ein neues Nautophon gebaut und bis 1987 betrieben.

## Geschichte
Die Anlage wurde 1830–1831 vom Ingenieur Robert Stevenson, dem Großvater des Schriftstellers Robert Louis Stevenson, erbaut. Am 31. März 1989 wurde der automatische Betrieb aufgenommen und die Wärter abgezogen. Der Betrieb wird jetzt von der Zentrale des Northern Lighthouse Boards in Edinburgh ferngesteuert. Die Wärterhäuser werden jetzt touristisch genutzt. Der Leuchtturm wurde 1984 in die schottische Denkmallisten in der Kategorie B aufgenommen. Das Anwesen ist auch von der Royal Commission on the Ancient and Historical Monuments of Scotland unter der Nummer ND27NW 5 gelistet.

### Trivia
Elizabeth Bowes-Lyon, die Mutter von Elisabeth II., besuchte den Leuchtturm mehrmals, das letzte Mal am 8. Oktober 1979. Während des Besuchs führte der Leuchtturmwärter Malcolm sie durch den Komplex und es gab eine Teestunde zusammen mit den Familien der anderen Leuchtturmwärter.